# Rudolf Uertz
Rudolf Uertz (* 26. Februar 1947 in Neunkirchen) ist ein deutscher Philosoph, Theologe und Politikwissenschaftler.

## Leben
Nach seinem Studium der Philosophie, Theologie und Politikwissenschaft an der Universität München von 1969 bis 1980 promovierte Uertz im Jahr 1980. Nach mehreren Tätigkeiten als wissenschaftlicher Mitarbeiter (u. a. bei der Konrad-Adenauer-Stiftung), Lehrbeauftragter und zuletzt wissenschaftlicher Assistent an der Katholischen Universität Eichstätt-Ingolstadt habilitierte er im Jahr 2000 ebenda und ist dort auch als Privatdozent tätig. Seit 2001 bzw. 2006 hat Uertz außerordentliche Professuren für Politische Theorie und Ideengeschichte an der Fakultät für Geschichte und Sozialwissenschaften der Kardinal-Stefan-Wyszyński-Universität Warschau in Warschau und für Politikwissenschaft an der Katholischen Universität Eichstätt-Ingolstadt inne.

## Veröffentlichungen
- Vom Gottesrecht zum Menschenrecht: Das katholische Staatsdenken in Deutschland von der Französischen Revolution bis zum II. Vatikanischen Konzil (1789–1965). Schöningh, Paderborn 2005, ISBN 3-506-71774-X, Digitalisat.[1]
- Christentum und Sozialismus in der frühen CDU. Deutsche Verlags-Anstalt, Stuttgart 1981, ISBN 3-421-06066-5.

- Rezension Heimbach-Steins: Menschenrechte in der katholischen Kirche, in: Ethik und Gesellschaft 1/2015; kürzere Fassung, in: Imprimatur (Trier) 2015